# Antoine Touseul
Antoine Touseul (Breda, 27 juni 1921 - Aken, 26 juni 1991) was een Nederlandse oorlogsmisdadiger tijdens de Tweede Wereldoorlog. Hij werd als zoon van een Franse vader en een Belgische moeder geboren te Breda.
Na het uitbreken van de oorlog in 1940, meldde hij zich als 18-jarige bij de Duitse Wehrmacht om daarvoor als chauffeur te gaan werken.
Hij was lid van de Waffen-SS en de SD. Hij mishandelde arrestanten en zorgde ervoor dat ze werden doorgestuurd naar concentratiekampen, waar ze omkwamen. 
Na de oorlog werd hij op 15 juli 1949 door het Bijzonder Gerechtshof te Arnhem tot de doodstraf veroordeeld, wat later dankzij koningin Juliana werd omgezet tot een levenslange gevangenisstraf.
Hij was de leidende persoon bij de ontsnapping met nog zes andere oorlogsmisdadigers uit de Koepelgevangenis in Breda op 26 december 1952. Touseul vluchtte naar Duitsland en heeft een lange tijd in Aken gewoond. Hij woonde bij een oud-medewerkster van de Duitse Sicherheitsdienst (SD) die hij nog kende uit Antwerpen. Hij verdiende zijn geld door als bediende in een tankstation te gaan werken.
Op 30 oktober 2009 werd zijn dood bekendgemaakt door Arnold Karskens. Hij bleek op 26 juni 1991 te zijn gestorven, een dag voor zijn 70ste verjaardag, in de Duitse plaats Aken.